# Лапитос (город-государство)

Лапитос (Лапаф; др.-греч. Λάπηθος) — монархическое город-государство эпох бронзового и железного веков, находившееся на средиземноморском побережье в северной части Кипра на территории современного города Лапитос.

## История
Согласно ассирийским надписям времён правления царя Асархаддона, Лапитос был одним из 11 городов-царств острова (страны Йа (Ia') ассирийской провинции Яднанна «Iadnan(n)a», то есть Кипра). В то же время он не упоминается в надписях на стеле Китиона.
В период правления на острове Ахеменидов (Древняя Персия) в Лапитосе появляется колония финикийских торговцев и мореходов. Одна из надписей IV века до н. э. указывает на существование здесь храма богов, почитавшихся в Библосе. Псевдо-Скилак считал, что Лапитос и был основан финикийцами. Однако Страбон в своей «Географии» писал о том, что город создали переселенцы из Спарты.
По свидетельству Диодора Сицилийского, последний из царей Лапитоса, Праксипп, был в 312 году до н. э. низложен правителем Египта Птолемеем I. В 29 году н. э. здесь возводится алтарь в честь римского императора, божественного Тиберия.
В 1931 году американец Берт Ходж Хилл (Bert Hodge Hill) по заданию Пенсильванского университета проводил археологические раскопки на территории древнего некрополя у Лапитоса.

## Список известных царей Лапитоса
В сочинениях Диодора и в надписях на местных монетах упоминаются следующие правители города:
- Демоник I.
- Сидквимилк, правил до 499/8 годов до н. э. (?)
- Андр...
- Демоник II.
- ...ипп?
- Берекшемеш
- Праксипп, правил до 312 г. до н. э.